# SeBa
SeBa est une chanteuse gabonaise née le 12 avril 1973, à Koulamoutou, dans la province de l'Ogooué-Lolo.

## Biographie
SeBa, née en 1973 à Koulamoutou au Gabon, a été élevée par sa grand-mère dans la tradition nzebi, qui ponctue les moments-clés de la journée par des chants ; elle chante encore aujourd'hui quelques-unes de ces chansons. Localement, dans ce chef-lieu de la province de l’Ogooué-Lolo, on écoute et on danse de la polyphonie mélangée aux percussions en suivant les traditions nzebi, puvi, aduma…
À douze ans, SeBa prend la direction de l’église Notre-Dame de la Salette[Où ?] pour y chanter dans la chorale des petits chanteurs puis elle chante, plus tard, à Libreville, au sein de la chorale Charles-Petit de l’église Sacré-Cœur d’Ozangue. Au début des années 2000, elle y co-dirige la manécanterie « les Oiseaux du Paradis » et y compose alors ses premières œuvres, des chansons chrétiennes.  Ces chansons sont toujours chantées dans les églises.
Elle est confrontée au public italien pendant ses études supérieures en intégrant la chorale Tuscolana de Frascati qui se produit à l'auditorium du Vatican. Elle conserve ce goût pour le répertoire italien lyrique et populaire en retournant au Gabon, et elle crée son propre chœur, « Ma Ndagha », fort d'une vingtaine de personnes provenant de tous horizons.
À Libreville, elle travaille comme choriste avec Pierre Akendengué, figure phare de la musique africaine qui enregistra pour Pierre Barouh sur son label Saravah, son premier album en 1974. Elle rejoint également le « Chant sur la Lowé », chœur gabonais d'envergure internationale (États-Unis, Espagne, France, Sénégal...), vice-champion olympique des premières Olympiades du chant choral en 2000 à Linz (Autriche) et en 2013, chœur invité au festival des Choralies de Vaison-la-Romaine. SeBa y tient le solo de sa composition Ngonga Nzembi,.
Chanteuse, auteure, compositrice, SeBa réalise « Mu dogha Tei » (Au nom du Père en langue nzebi), premier maxi single quatre titres sorti en 2007. Elle publie en 2012 le second Opus « Uchombé », utilisé fin 2014 par Air France pour son film historique de présence au Gabon. En 2016, elle produit l'album Kundu, (confidences) où elle propose un mélange personnel entre les genres traditionnels et les musiques actuelles, du jazz — on y note la présence d'Emmanuel Bex — au rock ; « Koko Yami »  est une chanson d'amour tonique construite avec le souvenir des Doors.
L'annonce officielle de sortie de l'album  Kundu au Gabon a eu lieu le 18 novembre 2016 à l'Institut Français de Libreville. L'année 2017 a été consacrée à la diffusion au Gabon,,,. Les médias internationaux ont salué la sortie de l'album début 2018,,.
Elle chante en nzebi, myènè, puvi… et en français.
SeBa s’est vu décerner les insignes de Chevalier de l’Ordre de l'Étoile d'Italie le 2 juin 2018 à Libreville pour services rendus en faveur de la diffusion de la langue italienne au Gabon.

## Discographie
- 2016 : Kundu, Confidences[22]
- 2012 : Uchombé, À la recherche du bonheur
- 2007 : Mu dogha Tei, Au nom du Père